# Nationalzoo von Malaysia
Koordinaten: 3° 12′ 35″ N, 101° 45′ 28″ O
Der Nationalzoo von Malaysia, lokal Zoo Negara genannt, ist ein 1963 eröffneter, 45 Hektar großer Zoo im Bundesstaat Selangor in Malaysia und etwa fünf Kilometer vom Zentrum der Hauptstadt Kuala Lumpur entfernt. Der Zoo ist Mitglied der South East Asian Zoos Association. Er wird von der Malayan Zoological Society verwaltet.

## Geschichte
1957 eröffnete die Malayan Agri-Horticultural Association (MAHA) einen Miniaturzoo in Malaysia. Nach der Schaffung dieses Mini-Zoos gewann die Idee eines größeren Tierparks allmählich an Dynamik und die Bundesregierung wählte einen Platz im Bundesstaat Selangor, an der nordöstlichen Stadtgrenze von Kuala Lumpur als geeignetes Gelände aus. Die nun Zoo Negara genannte Anlage wurde vom damaligen Ministerpräsidenten der Malaiischen Föderation Abdul Rahman am 14. November 1963 eröffnet. Bei der einheimischen Bevölkerung wurde der Tierpark Zoo in the Jungle genannt, da seine Umgebung dicht bewaldet war. Viele kritisierten die Gründung des Zoos, da sie der Ansicht waren, er liege zu weit vom Stadtzentrum entfernt. Am 14. November 1972 folgte die Eröffnung eines Aquariums auf dem Zoogelände. 1986 besuchten bereits mehr als eine Million Besucher den Zoo. Anfang der 2000er Jahre gab es Überlegungen, den Zoo an einer anderen Stelle neu zu eröffnen. Der Plan wurde jedoch von der Regierung verworfen.

## Anlagen und Artenspektrum

### Säugetieranlagen
Im Nationalzoo wird eine umfangreiche Anzahl an Säugetierarten in verschiedenen Ausstellungsabteilungen mit großzugig und artgerecht gestalteten Freianlagen sowie geräumigen Tierhäusern präsentiert. Es wird besonderer Wert auf die Ausstellung heimischer oder  in Asien vorkommender Tiere gelegt. So werden die Rinderarten Banteng (Bos javanicus) und Gaur (Bos gaurus) intensiv gepflegt und gezüchtet. Beide Arten werden von der Weltnaturschutzorganisation IUCN als „Vulnerable = gefährdet“ (Gaur) bzw. als „Endangered = stark gefährdet“ (Banteng) klassifiziert. Die gezeigten Asiatischen Elefanten (Elephas maximus) stammen ursprünglich aus Zentralmalaysia. Ebenso zählt der Malaysische Tapir (Tapirus indicus) zur malaysischen Fauna. Im Nationalzoo werden sowohl das Flusspferd (Hippopotamus amphibius) als auch das Zwergflusspferd (Choeropsis liberiensis) gezeigt. Bedeutende Anlagen sind außerdem ein Primatencenter sowie eine Savannah Walk genannte Freianlage, auf der viele Tiere der afrikanischen Fauna zu gemeinsam sehen sind. Großkatzen (Pantherinae) befinden sich in den Bereichen Cat Walk und Mammal Kingdom.
Im Jahr 2014 wurde ein Giant Panda Conservation Center eröffnet, in dem in einem klimatisierten und speziell gebauten Naturschutzzentrum Pandabären (Ailuropoda melanoleuca) untergebracht sind. Die Pandas wurden zunächst für zehn Jahre von der Volksrepublik China gegen eine Gebühr an den Nationalzoo ausgeliehen. Die Pandas haben im Zoo bereits mehrfach für Nachwuchs gesorgt, der jedoch weiterhin Eigentum der chinesischen Chengdu Research Base of Giant Panda Breeding ist. Die nachfolgenden Bilder zeigen einige Säugetierarten aus dem Bestand des Nationalzoos:

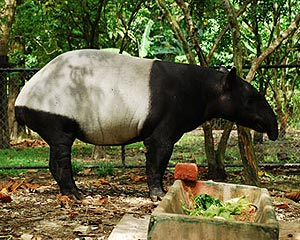
Malayischer Tapir
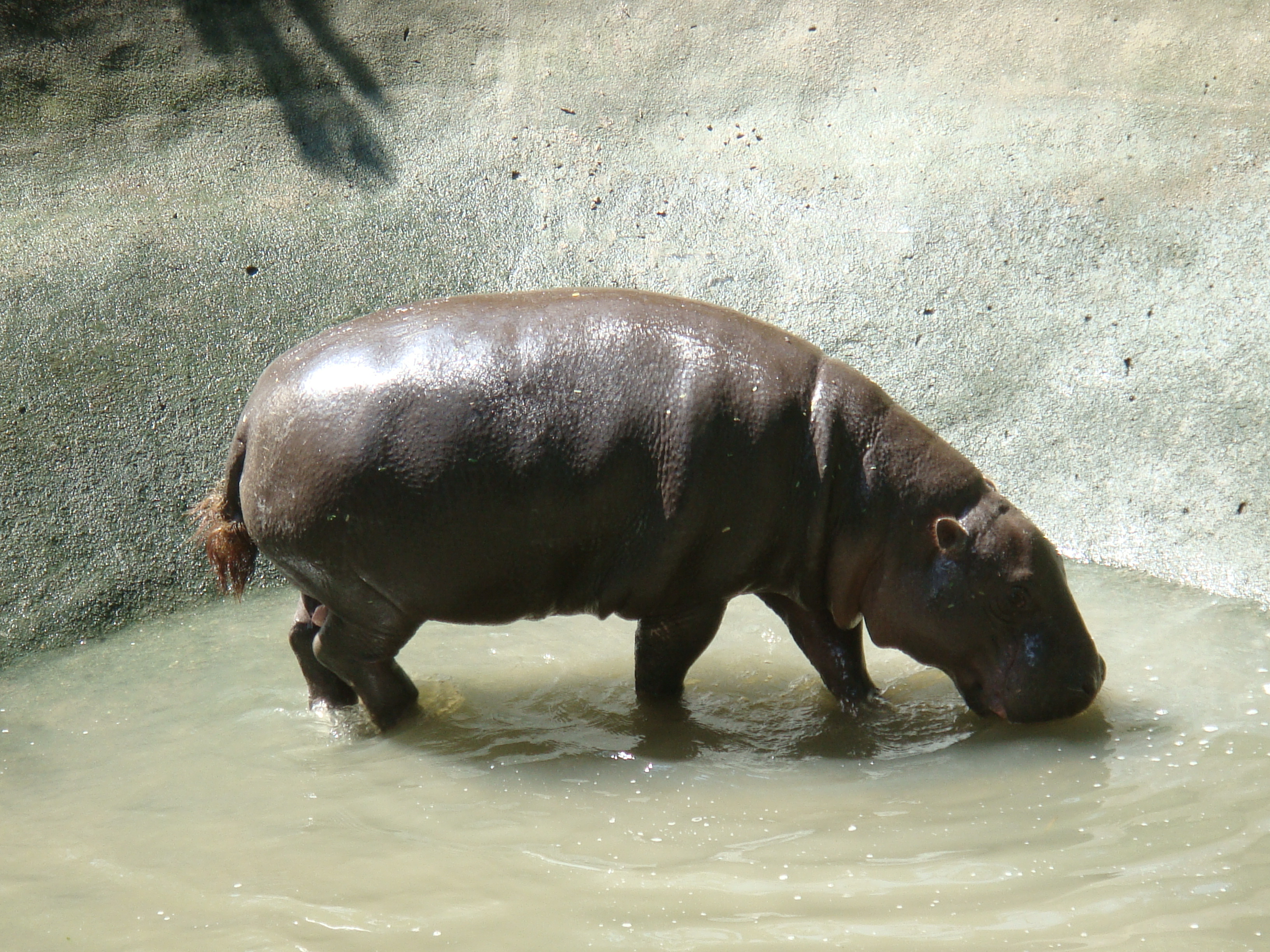
Zwergflusspferd
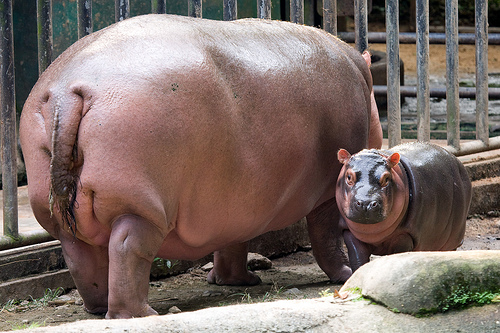
Flusspferd mit Jungtier
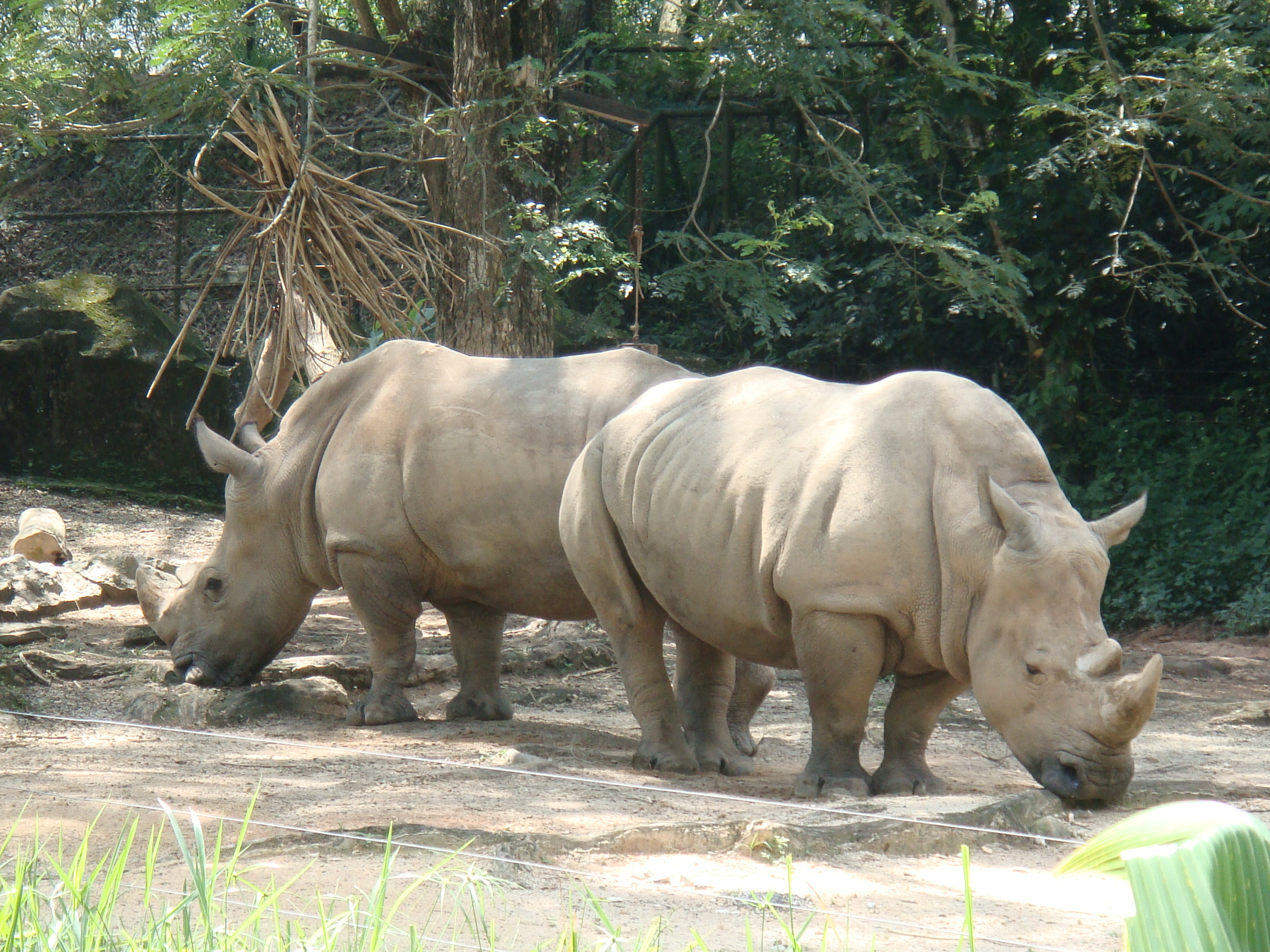
Breitmaulnashörner
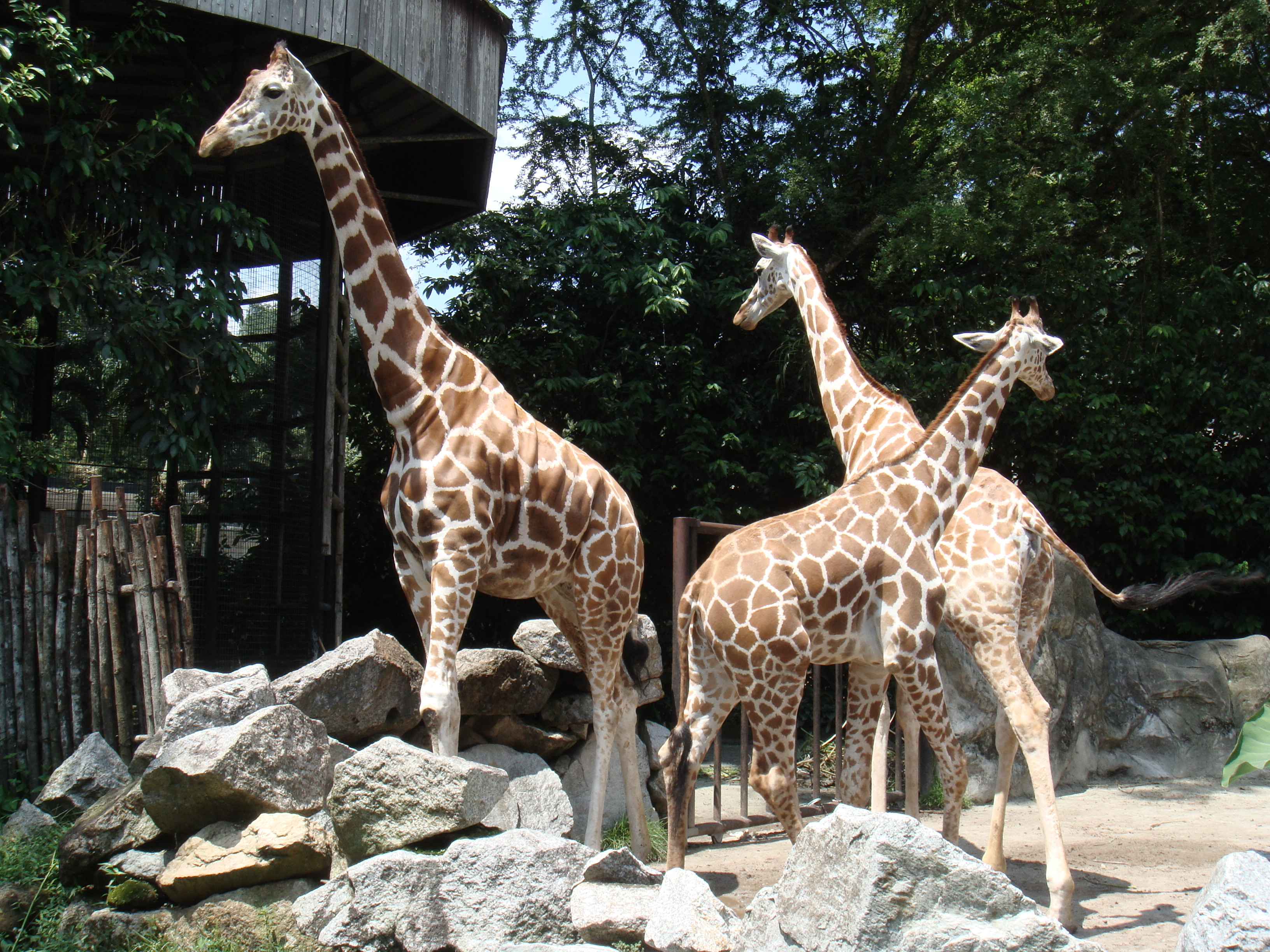
Giraffen
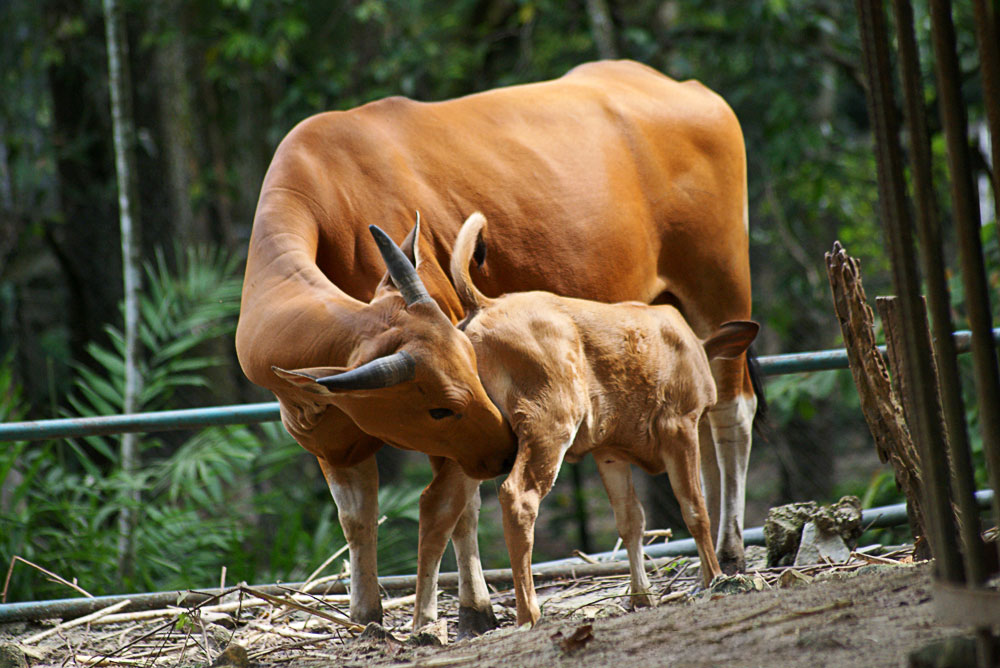
Bantengkuh mit Jungtier
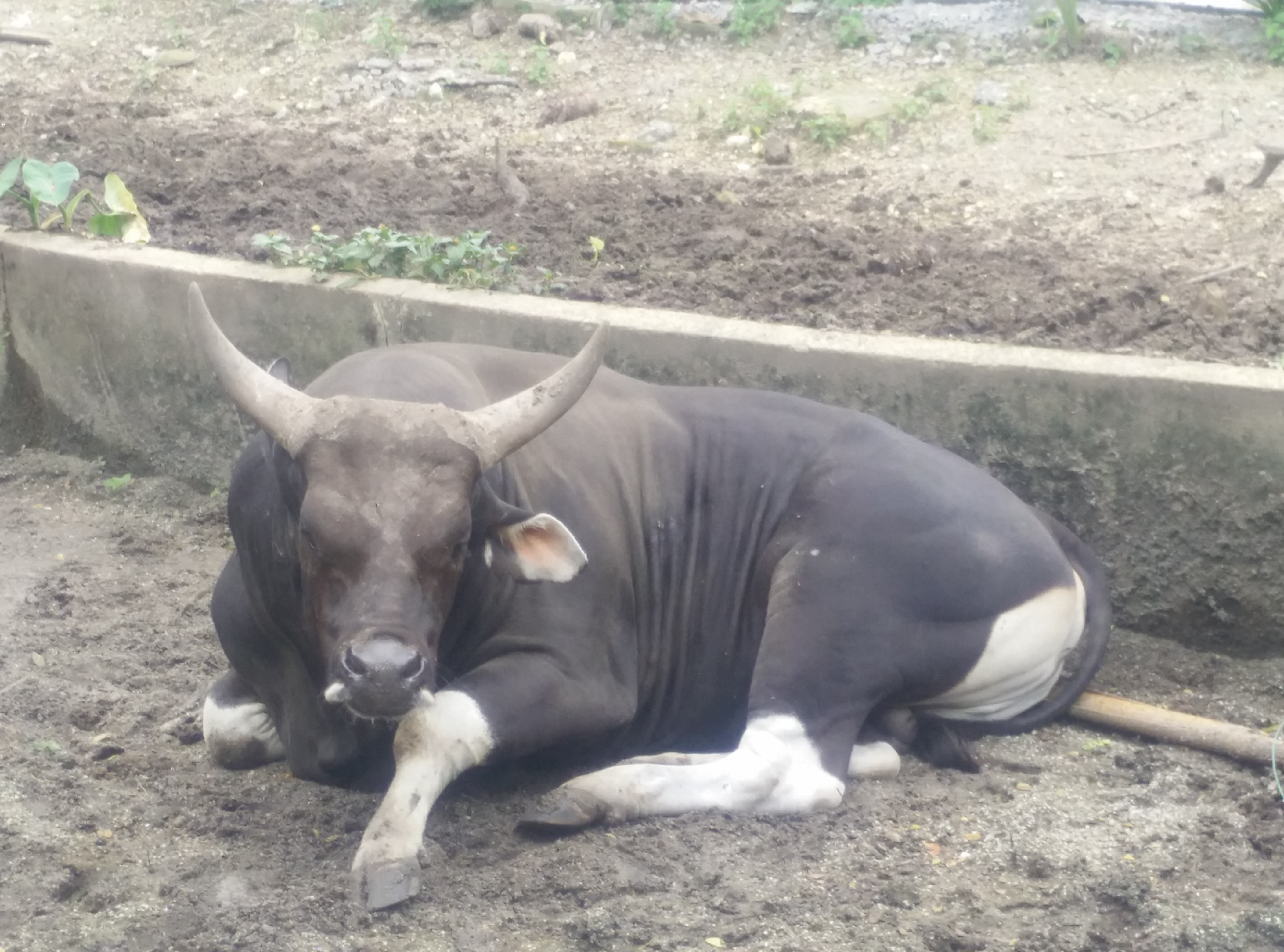
Bantengbulle
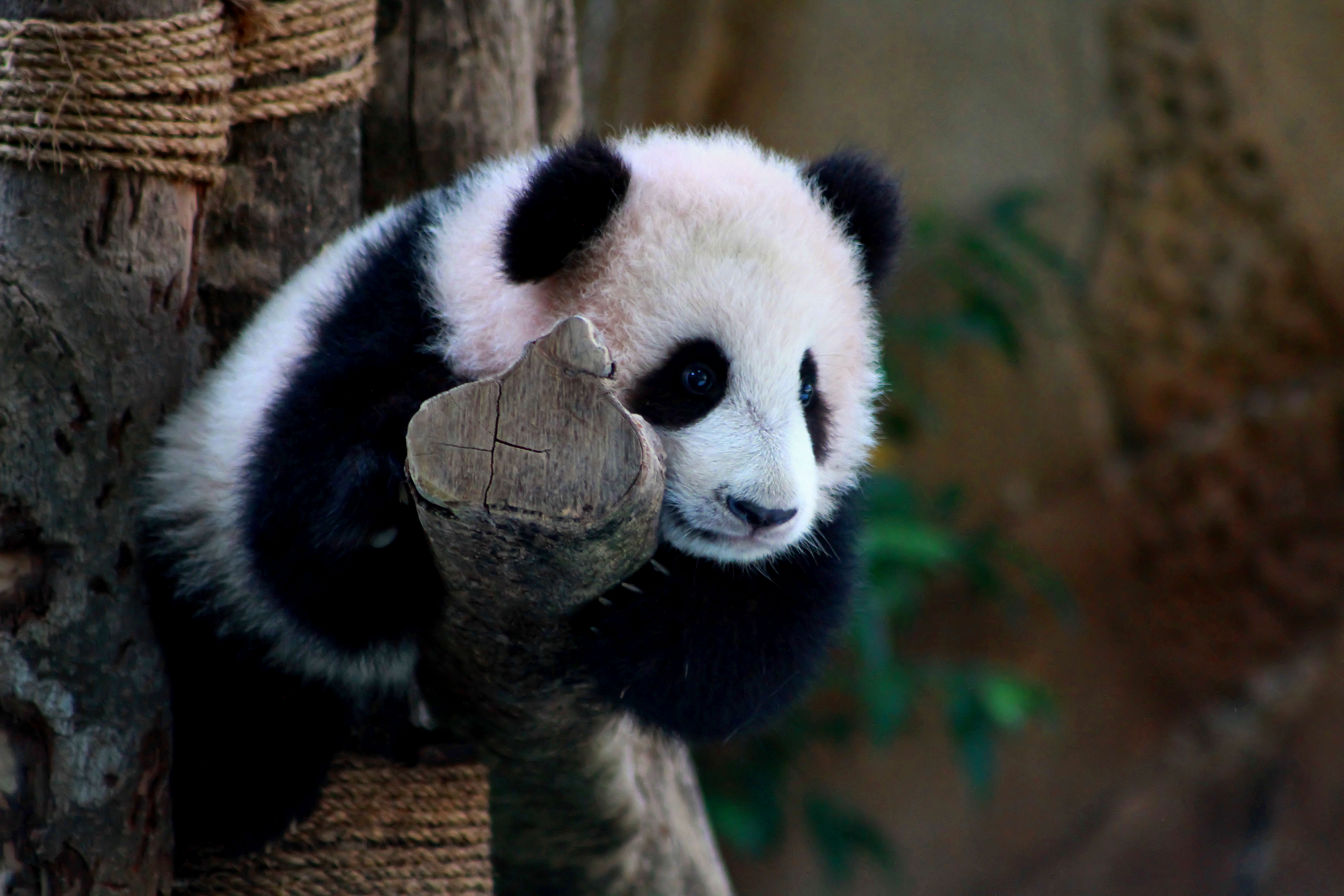
Großer Panda
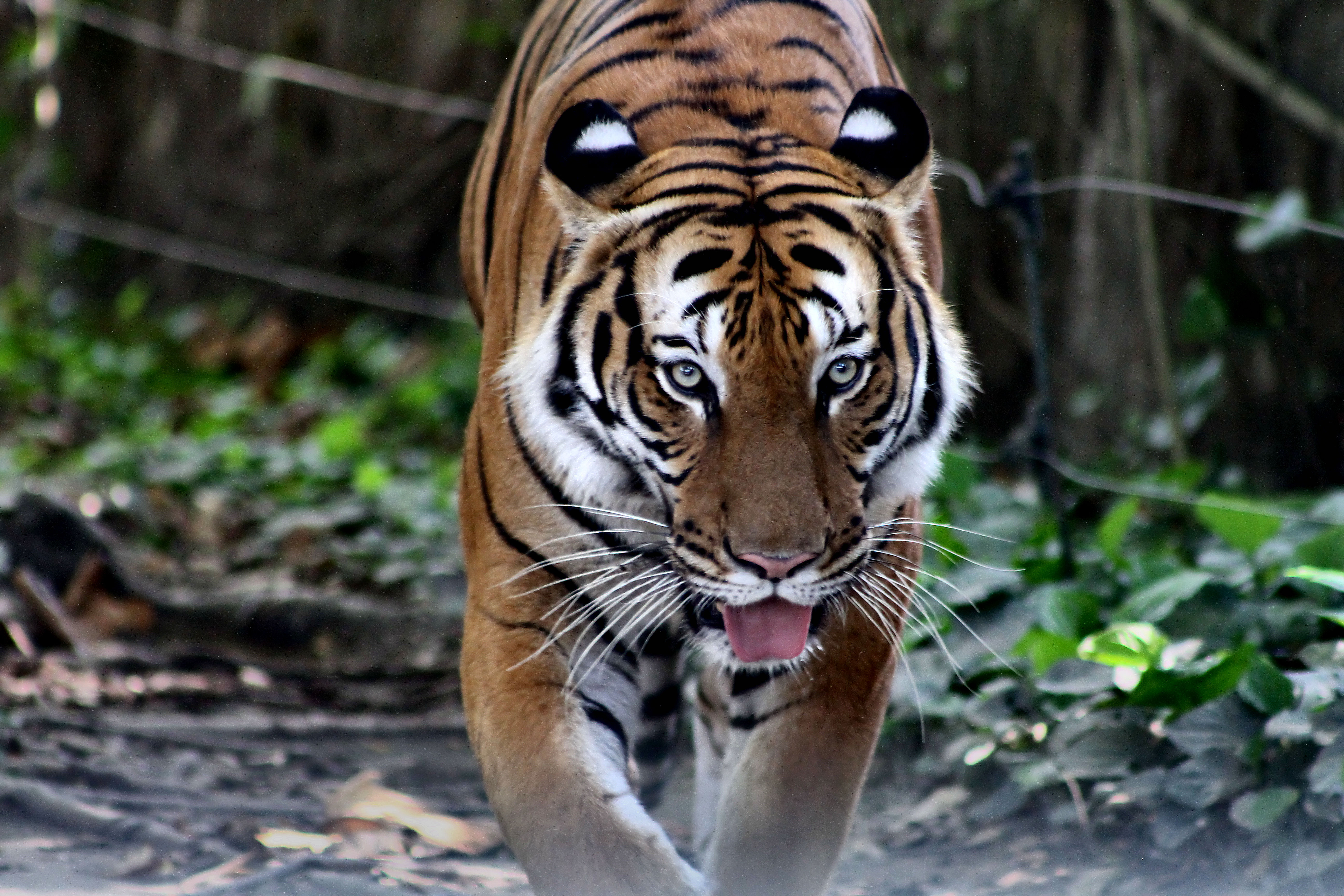
Königstiger
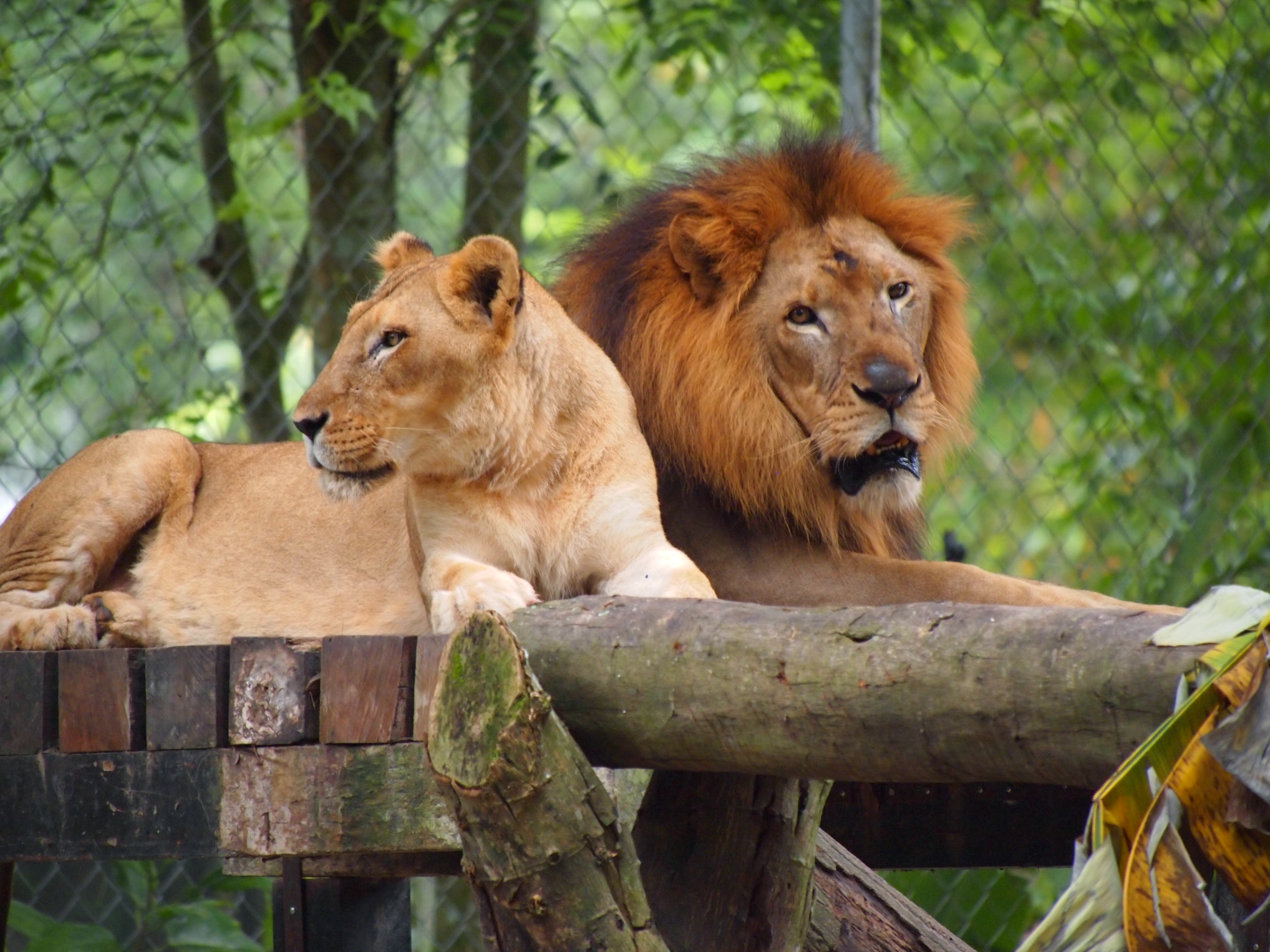
Löwenpaar

Modifikationen der ursprünglichen Konzepte, Veränderungen im Tierbestand sowie Anpassungen an die aktuellen Standards der Zootierhaltung werden kontinuierlich durchgeführt.

### Weitere Anlagen
Neben den Freianlagen und Tierhäusern für Säugetiere sind im Nationalzoo von Malaysia Anlagen für weitere Wirbeltierklassen vorhanden. Einen großen Raum nehmen für Besucher zugängliche Freiflughallen und Volieren sowie Wasserflächen für verschiedene Vogelarten ein, darunter befinden sich Scharlachsichler (Eudocimus ruber), der Riesenstorch (Ephippiorhynchus asiaticus) sowie der stark gefährdete Milchstorch (Mycteria cinerea), für den ein spezielles Arterhaltungsprogramm aufgelegt wurde. Es werden insgesamt über 100 Vogelarten gezeigt. In einer separaten Anlage wird eine größere Gruppe an Humboldt-Pinguinen (Spheniscus humboldti) gehalten. Im Reptilien-Park werden verschiedene Krokodil- und Schildkrötenarten sowie Schlangen gezeigt. In der Amphibien-Abteilung befinden sich viele Frösche und Kröten, die in der Mehrzahl aus Malaysia stammen.
Das Tunku Abdul Rahman Aquarium innerhalb des Zoos ist ein Süßwasser-Aquarium, das Ökosysteme und Lebensräume malaysischer Flusssysteme darstellt. Das Aquarium zeigt diverse Fische sowie Wirbellose, beispielsweise Krabben, Garnelen, Korallen und Wasserinsekten. Zu den besonderen Arten zählen Riesenguramis (Osphronemus), Siambarben (Leptobarbus hoevenii), Probarbus jullieni sowie der Asiatische Gabelbart (Scleropages formosus). Ein großer Frischwassertank zeigt außerdem Süßwasserfische aus anderen Gegenden, beispielsweise Arapaima, Alligatorhecht  (Atractosteus spatula) und Pangasius sanitwongsei. Die nachfolgenden Bilder zeigen eine Auswahl von Vögeln, Reptilien und Fischen aus dem Bestand des Nationalzoos:

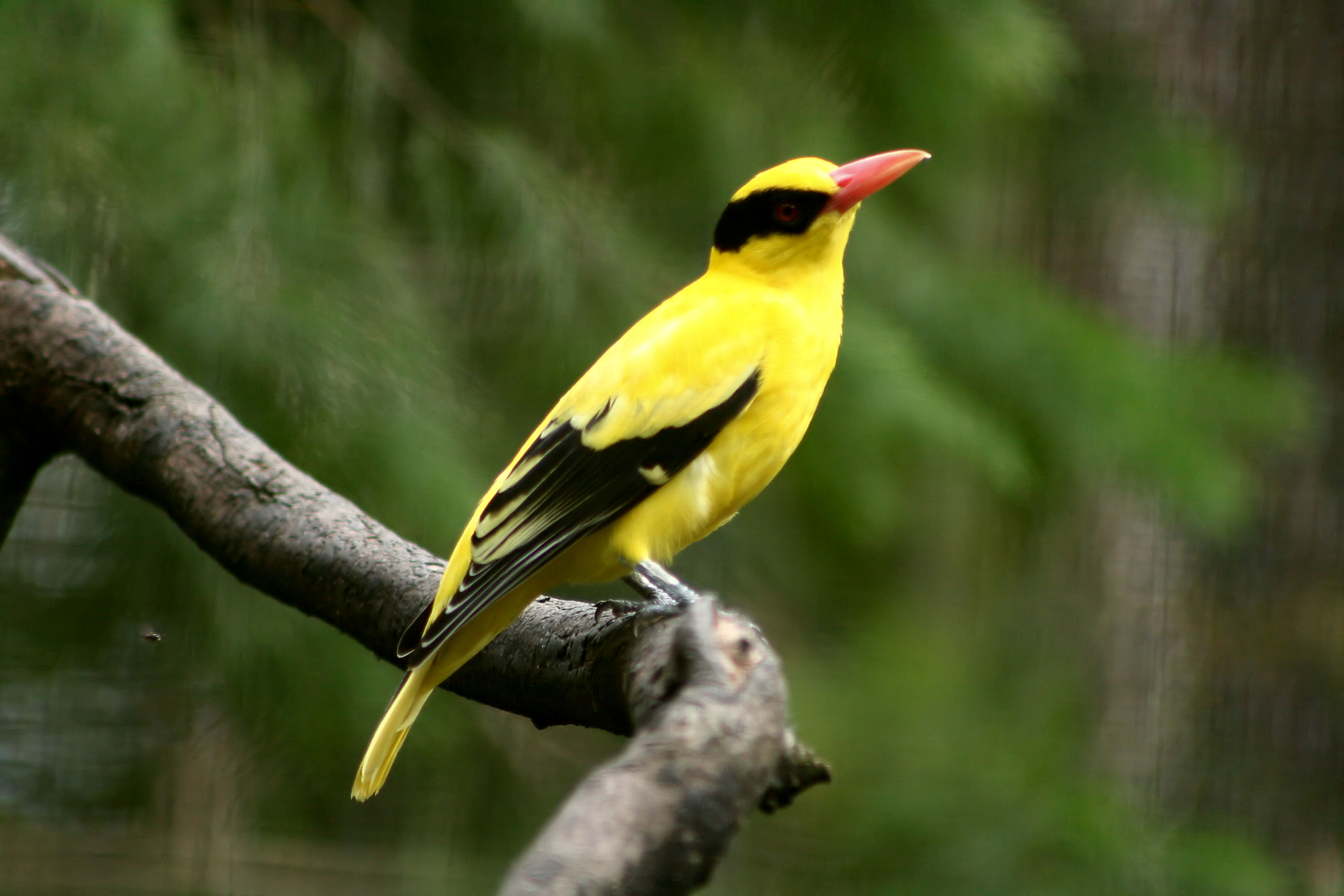
Schwarznackenpirol
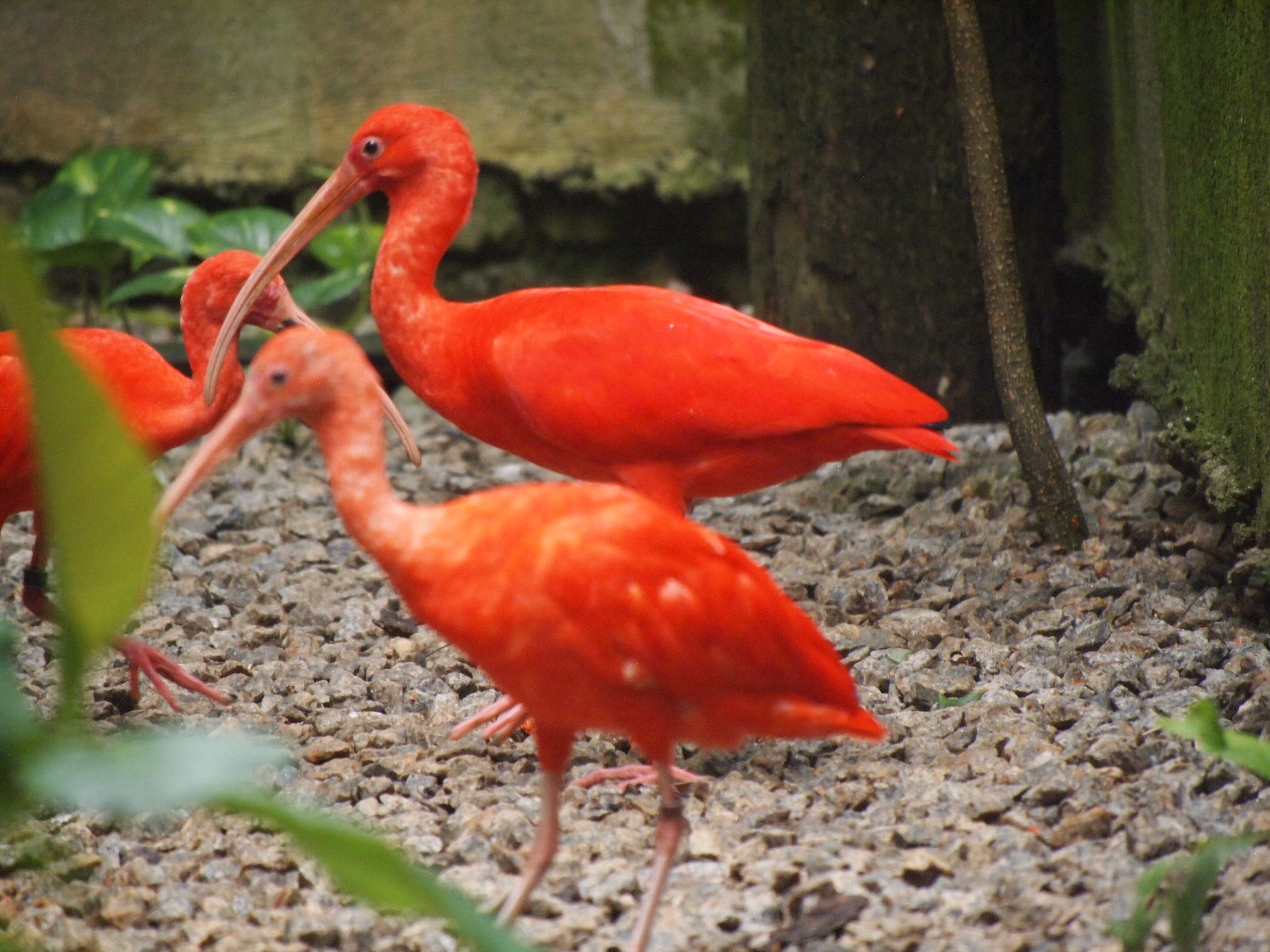
Scharlachsichler
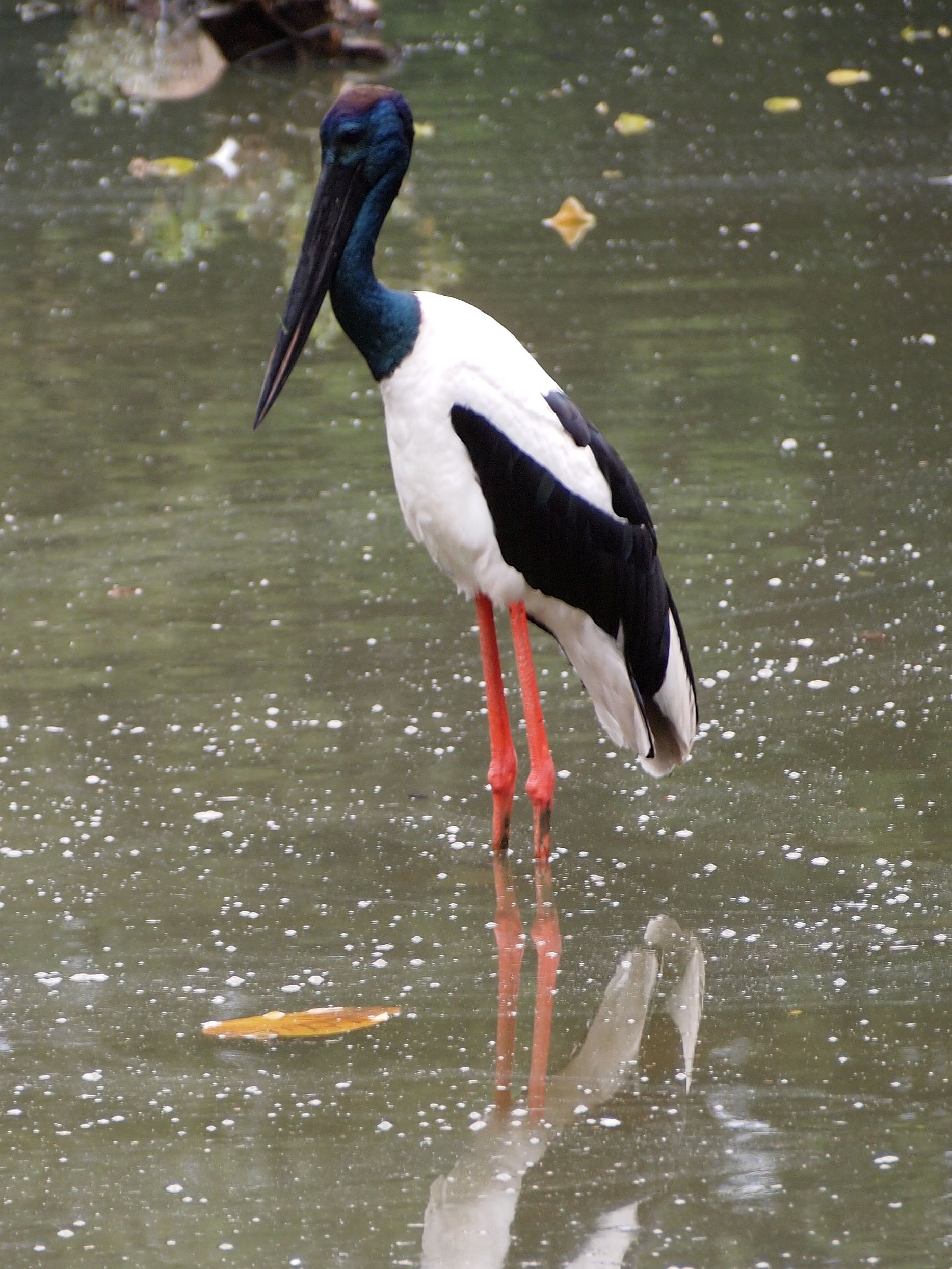
Riesenstorch
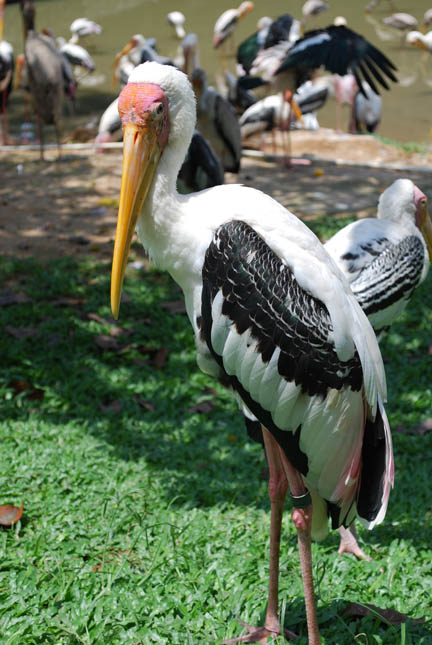
Buntstorch
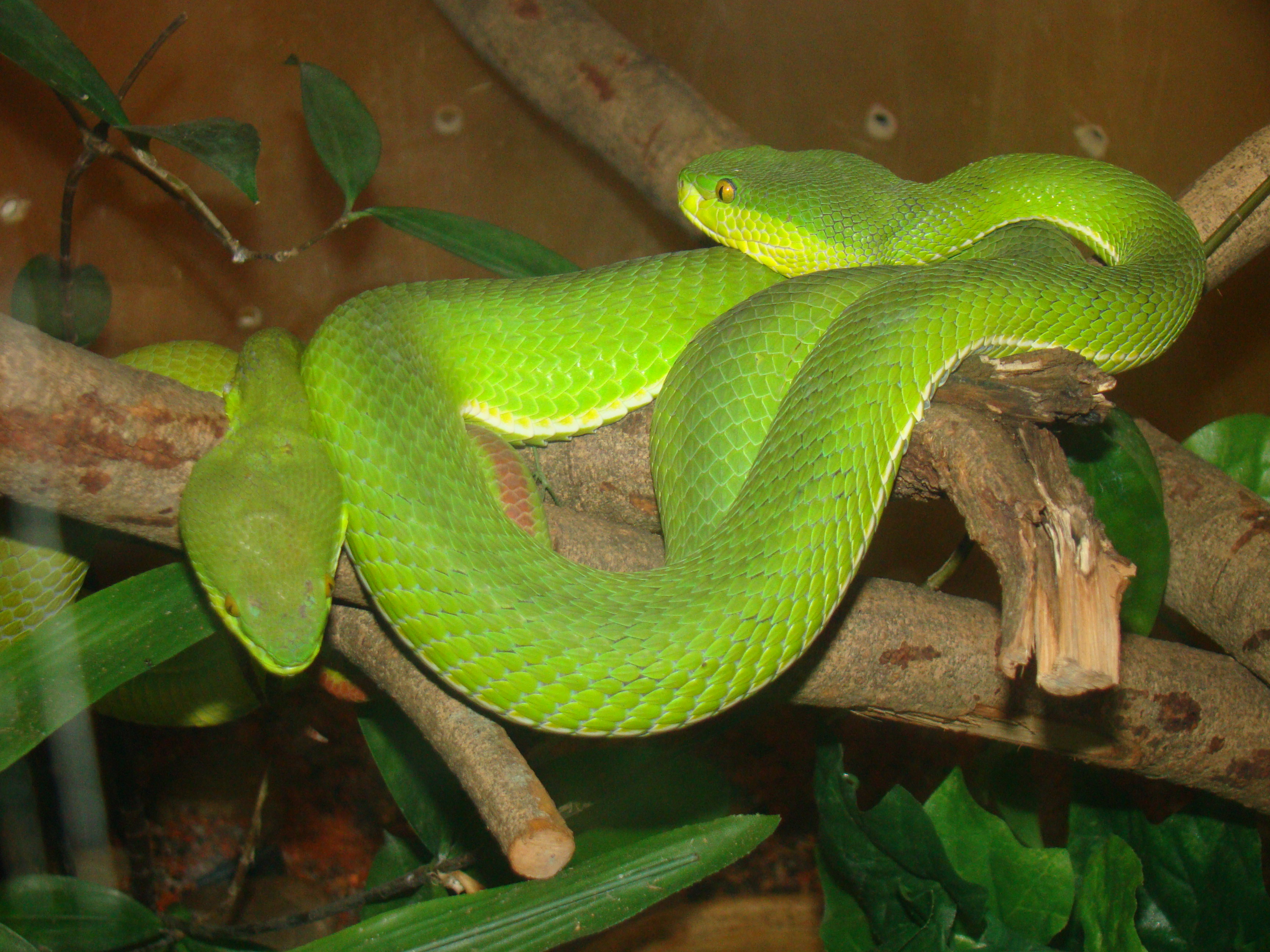
Bambusotter
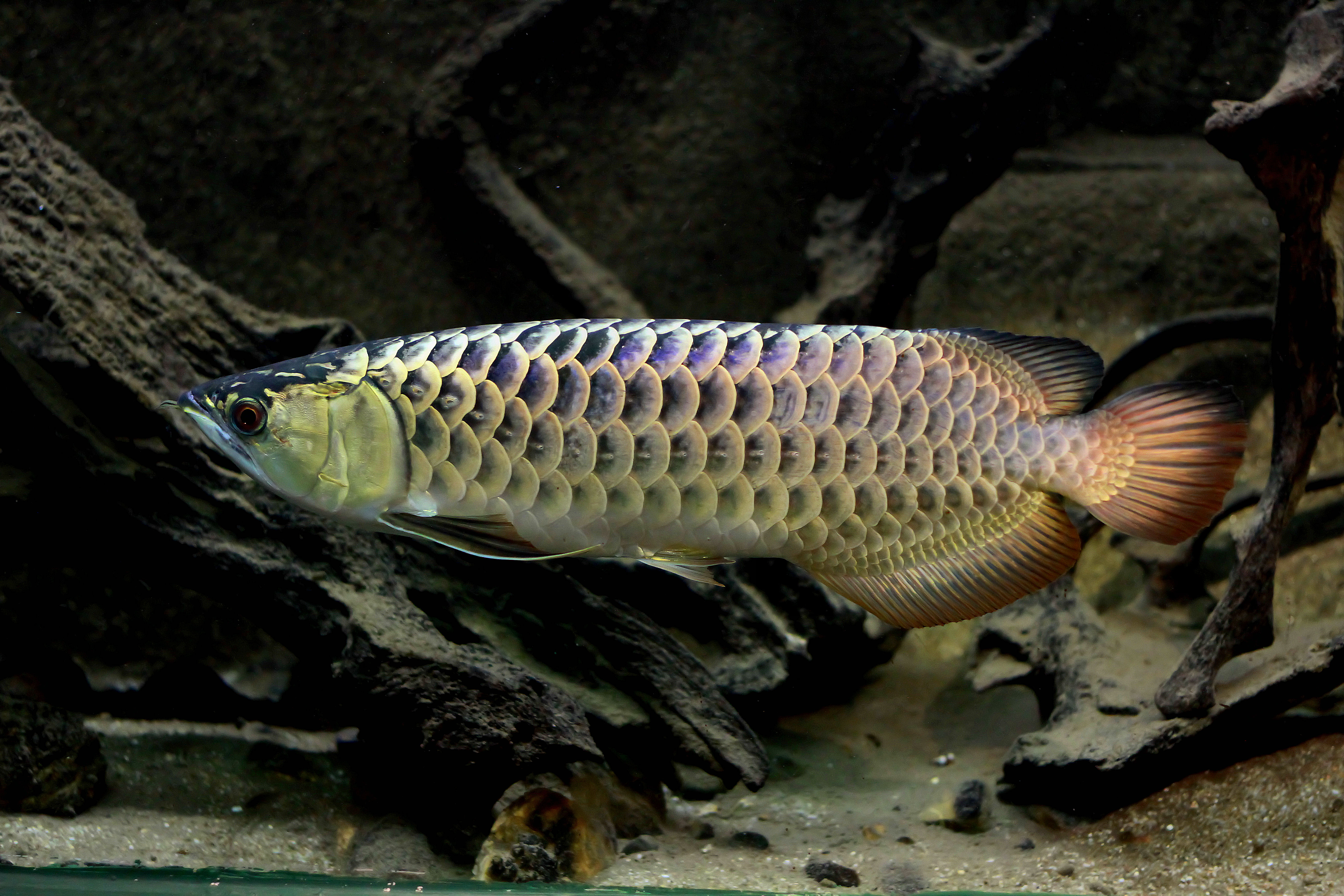
Asiatischer Gabelbart

Weitere Einrichtungen im Zoo betreffen ein Nachttierhaus, in dem u. a. Flughunde (Pteropodidae) gezeigt werden, ein Insektarium, ein Tierkrankenhaus sowie einen Streichelzoo. Zweimal pro Tag wird eine Show mit Seelöwen gezeigt.